# Le Cousin Jules
Pour plus de détails, voir Fiche technique et Distribution.
Le Cousin Jules est un documentaire français en 35 mm cinémascope et son stéréo, écrit, storyboardé et réalisé par Dominique Benicheti. Ce film, à la fois fiction et documentaire, décrit une tranche de vie de Jules Guiteaux, âgé de 83 ans, forgeron en Bourgogne, avant et après la mort de sa femme Félicie.

## Synopsis
Deux jours de la vie d'un vieux forgeron de Bourgogne et de sa femme, avant et après la mort de celle-ci. Pour la caméra, le couple a accepté de revivre son quotidien, de refaire les gestes de tous les jours. Lui, c'est Jules Guiteaux, elle, c'est Félicie. Ils vivent isolés dans une ferme en Bourgogne. Il est forgeron, le dernier du pays. Il s'occupe à la forge, elle prépare le repas, le café. Elle meurt et il reste seul. Il ne forgera plus. Il va prendre la relève des gestes de tous les jours, et le temps s'écoule à donner à manger aux poules, à faire son lit, à lire son journal L'Indépendant, tandis que les rares voisins animent les paysages qui changent avec les saisons. Jules recoud un bouton, égrène le maïs, mange sa soupe devant la fenêtre, tandis que la nuit colore l'adagio de la dernière partie du film en enveloppant d'ombre les outils de la forge qui ne serviront plus.

## Fiche technique
- Titre : Le Cousin Jules
- Réalisation et scénario : Dominique Benicheti
- Photographie : Paul Launay et Pierre-William Glenn
- Cadreur : Walter Bal
- Premier assistant opérateur : Philippe Delpont
- Montage : Marie-Geneviève Ripeau[1]
- Scripte et assistante monteuse : Geneviève Benicheti
- Ingénieurs du son : René-Jean Bouyer, Christian Bourquin, Roger Letellier
- Chef électricien : Jean-Claude Gaschet
- Assistants de production : Pierre Albin, Georges Dupont, Michel Gauthier[2], Philippe Ricou
- Mixage : Jacques Maumont
- Auditorium : La Simo à Boulogne
- Laboratoire : LTC
- Son stéréo : SND
- Repiquage : Magnaphone
- Générique : Rytmafilm
- Production : Rytmafilm et Société des Films Orzeaux
- Durée : 91 minutes
- Format image : couleur, 35 mm cinémascope (Techniscope)
- Format son : Stéréo
- Pays :  France
- Langue : français
- Restauration numérique (re-masterising 2012) : Laboratoire Arane
- Directeur du laboratoire : Jean-René Failliot
- Graphiste : Géraldine Desindes
- Étalonneur : Éric Moulin
- Distribution (É-U) : The Cinema Guild
- Distribution (UE) : Carlotta Films

## Distribution
- Jules Guiteaux : le forgeron
- Félicie Guiteaux : sa femme
- Claude Chaudat : un paysan
- Adrienne Chaudat : sa femme
- Paul Rabut : le fossoyeur
- Marie Cordelier : une paysanne

## Distinctions
- Juillet 1973 : Festival international du film de Moscou
- Août 1973 : Festival international du film de Locarno. Prix spécial du Jury[3]
- Octobre 1973 : Festival international du film de Mannheim-Heidelberg
- Avril 1974 : Los Angeles International Film Exposition (Filmex)
- Octobre 2012 : New York Film Festival (NYFF50)[4]
- Février 2013 : Festival international du film de Berlin (Berlinale)[5]
- Octobre 2013 : Festival international du film de Vienne (Viennale)[6]
- Novembre 2013 : Festival international du film de Pittsburgh (Three Rivers Film Festival)
- Décembre 2013 : La Cinémathèque française, cycle Toute la mémoire du monde[7]
- Mars 2014 : Festival du film français, Richmond, Virginie
- Avril 2014 : Festival international du film d'Istanbul
- Juillet 2014 : Festival international du film de La Rochelle[8]
- Juillet 2014 : Festival Paris Cinéma[9]
- Novembre 2014 : Festival Entrevues Belfort[10]

## Réception critique
Dès 1973, le film est remarqué et loué par les critiques pour son ambiance, ses qualités visuelles et sonores,,.
En 2012, Le Cousin Jules est diffusé pour la première fois dans sa version numérique restaurée au Festival du film de New York. Il rencontre immédiatement le succès critique et un public plus large grâce à des projections dans plusieurs salles de cinéma aux États-Unis. Le film obtient une note de 100 % sur l’agrégateur de critiques Rotten Tomatoes, basé sur 13 critiques et sur Metacritic, le film reçoit la mention « acclamation générale » (universal acclaim) avec un score de 81/100 basé sur 10 critiques.

## Autour du film
Courant 1967, Dominique Benicheti commence à écrire son film et prépare un découpage précis. Il part en Bourgogne, dès que son travail pour la télévision le lui permet, et tourne seul quelques images en 16 mm couleur. Il prend également une grande quantité de photos en noir et blanc. À partir de ces notes, il prépare un storyboard en dessinant chaque plan de son futur film en scope.
Le tournage commence en avril 1968, à Torpes, en Bourgogne, près de Pierre-de-Bresse. Il s'étalera sur une période de 5 ans, jusqu'en mars 1973. Dominique Benicheti choisira de filmer en techniscope 2 perforations et en son stéréo à défaut de pouvoir le tourner en relief.
La première version du film, en avril 1969, dure 24 minutes et s'intitule Cousin Jules. En juin 1970, un nouveau montage de 40 minutes est réalisé. Félicie meurt en août 1971 et Dominique Benicheti décide de poursuivre le tournage.
En 1972, le film est désigné par la commission de sélection française pour l’Oscar dans la catégorie court-métrage documentaire.
Le dernier montage est définitivement achevé en mai 1973 dans une version long-métrage de 91 minutes avec un nouveau titre, Le Cousin Jules. Le film est alors très vite diffusé dans plusieurs festivals internationaux où il est remarqué et applaudi.
Si les critiques se saisissent du film, ce n'est pas le cas des distributeurs de l'époque car très peu de salles de cinéma sont équipées pour diffuser un film en cinémascope et en stéréo. Malgré les demandes, Dominique Benicheti refusera de réduire le format de son film. Le Cousin Jules sera peu à peu oublié. Le négatif du film rejoindra les Archives françaises du film à Bois d’Arcy.
En 2007, Dominique Benicheti récupère le négatif du film conservé aux Archives et commence seul, au laboratoire Arane-Gulliver, un minutieux travail de restauration. Dominique Benicheti souhaite ressortir son film en salle en le numérisant et transformer les images dans un format 3D relief grâce à une nouvelle technique développée par Pascal Vuong et N3D Land Production. L'expérience est réalisée avec succès en 2010 sur quelques minutes du film. Dominique Benicheti meurt en juillet 2011 sans avoir pu terminer ce projet.
En 2012, le laboratoire Arane-Gulliver sous la direction de Jean-René Failliot reprend la numérisation complète du film et sa restauration numérique avec le soutien financier de la Gould Family Fondation.
Le Cousin Jules dans sa version restaurée trouvera, quelque temps après, deux distributeurs, qui feront vivre le film en salle et en DVD aux États-Unis et en France.